# جيورجاس فريدغيماس
جيورجاس فريدغيماس (10 أغسطس 1987 في ليتوانيا - ) هو لاعب كرة قدم ليتواني في مركز الدفاع. شارك مع منتخب ليتوانيا تحت 21 سنة لكرة القدم ومنتخب ليتوانيا لكرة القدم. أما مع النوادي، فقد لعب مع نادي إيرتيش بافلودار ونادي جالغيريس ونادي ال كي اس ودز وFC Šiauliai ‏ ونادي فيلنيوس وFK Vėtra ‏.

## وصلات خارجية
- جيورجاس فريدغيماس على موقع الاتحاد الأوربي (الإنجليزية)
- جيورجاس فريدغيماس على موقع قاعدة بيانات كرة القدم.إي يو (الإنجليزية)
- جيورجاس فريدغيماس على موقع ناشيونال فوتبول تيمز (الإنجليزية)
- جيورجاس فريدغيماس على موقع Soccerway.com (الإنجليزية)